# Косановић
Косановић је изворно црногорско породично презиме. Ово презиме носе многи Срби и Хрвати. Познате особе са овим презименом су:
- Зоран Косановић (1956–1998), стонотенисер
- Милорад Косановић (рођен 1951), фудбалер и менаџер
- Милош Косановић (рођен 1990), фудбалер